# Loriculus stigmatus
Loriculus stigmatus е вид птица от семейство Psittaculidae.

## Разпространение
Видът е разпространен в Индонезия.